# Lao Airlines

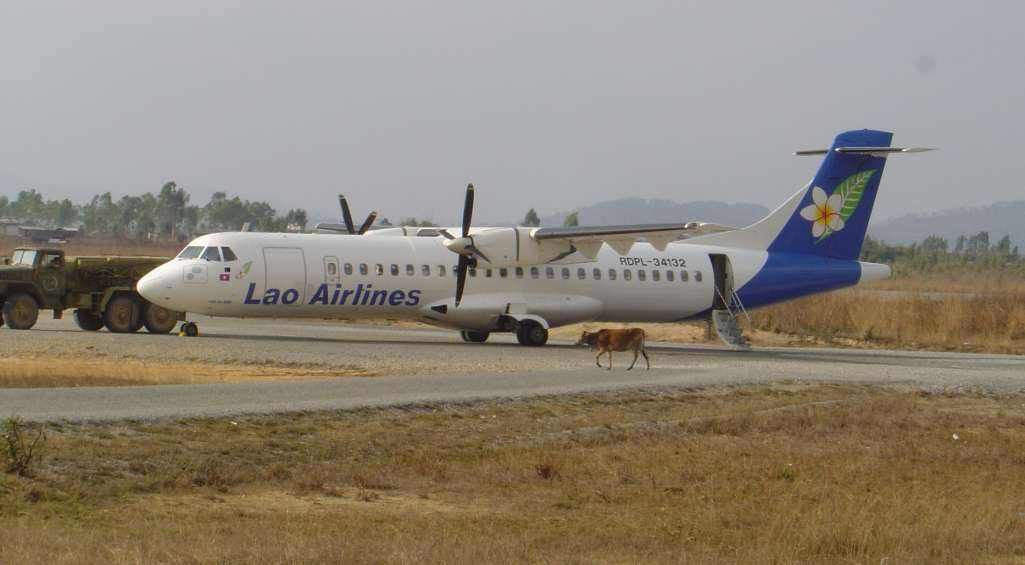
Een ATR 72 van Lao Airlines

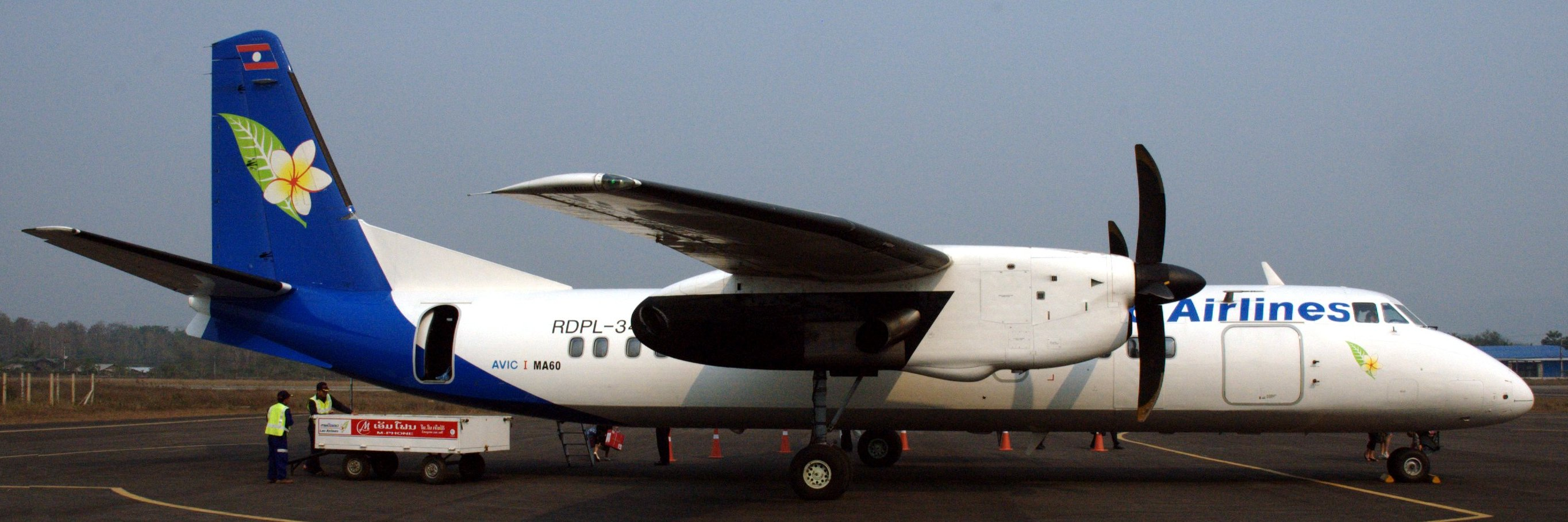
Een Xian MA60 van Lao Airlines

Lao Airlines (Laotiaans: ການບິນລາວ) is een nog vrij jonge luchtvaartmaatschappij. De maatschappij is sinds 26 maart 2003 de opvolger van het oude Lao Aviation. 
De maatschappij is gevestigd in Vientiane, Laos. De maatschappij is eigendom van de staat.
Het symbool van de luchtvaartmaatschappij is de champabloem.

## Codes
- IATA Code: QV

## Vloot
De maatschappij vliegt met de volgende toestellen:
- 4 Airbus 320
- 4 ATR 72-500
- 3 ATR 72-600

De bestemmingen zijn op dit moment alleen in Laos zelf, Cambodja, China, Zuid-Korea, Singapore, Thailand, Maleisië, Indonesië en Vietnam.